# コングレガシオン・ド・ノートルダム修道会
コングレガシオン・ド・ノートルダム（仏: Congrégation de Notre-Dame）は、カナダに本部を置くカトリック教会の修道会。

## 概要
1676年、聖マルグリット・ブールジョワによって創設された。創設以来、キリスト教の精神を理念とした教育活動に重点を置く修道会である。
2011年現在、世界8か国（カナダ、アメリカ、ホンジュラス、グアテマラ、エルサルバドル、フランス、カメルーン、日本）に拠点を持つ。
- 1620年4月17日　創設者マルグリット・ブールジョワ、フランスのトロワにて誕生。
- 1640年　マルグリット・ブールジョワ、トロワのノートルダム修道会の外部会員となり、教育活動を開始。
- 1653年　マルグリット・ブールジョワ、単身でカナダに渡る。
- 1658年　カナダにて最初の学校を設立。
- 1676年　コングレガシオン・ド・ノートルダム修道会を設立。
- 1700年　1月12日　マルグリット・ブールジョワ死去。
- 1982年　聖マルグリット・ブールジョワ、教皇ヨハネ・パウロ2世によって列聖される。

## 日本での活動
日本では3か所、福島県福島市、東京都調布市、福岡県北九州市戸畑区に支部を持ち、学校法人コングレガシオン・ド・ノートルダムを運営する。
教育のほか大阪のあいりん地区の日雇い労働者支援、2011年には震災遺児の支援、福島市での就学困難者受け入れ等の活動を行っている。
- 1932年　5人のカナダ人のシスターが来日。福島にて日本での活動を開始する。
- 1938年　雛菊幼稚園開園（※雛菊幼稚園は太平洋戦争の開戦後閉鎖。シスターらは会津若松に疎開した）。
- 1946年　疎開先の会津若松から福島に戻り、桜の聖母学院初等学校開校。
- 1949年　戸畑市（現北九州市戸畑区）の明治学園を安川家より引き継ぐ。